# NGC 6314
NGC 6314 (również PGC 59838 lub UGC 10752) – galaktyka spiralna (Sa), znajdująca się w gwiazdozbiorze Herkulesa. Odkrył ją Albert Marth 6 czerwca 1863 roku. Jest to galaktyka z aktywnym jądrem typu LINER.